# Blu ghiaccio travolgente
Blu ghiaccio travolgente è un singolo del cantautore italiano Tommaso Paradiso, pubblicato il 15 settembre 2023 come quarto estratto dall'album in studio Sensazione stupenda.

## Video musicale
Il video, diretto dai YouNuts!, è stato reso disponibile in concomitanza del lancio del singolo attraverso il canale YouTube del cantautore.

## Tracce
Testi e musiche di Tommaso Paradiso.
1. Blu ghiaccio travolgente – 3:53